# Ferdinand Windt
Wilhelm Ferdinand Windt (* 24. Dezember 1843 in Eltville am Rhein; † 1. April 1917 in Berlin-Wilmersdorf) war ein preußischer Generalmajor.

## Leben

### Herkunft
Windt war der Sohn des herzoglich nassauischen Rentier-Sekretärs Ferdinand Windt und dessen Ehefrau Elisabeth, geborene Altenkirch.

### Militärkarriere
Nach seiner Erziehung im elterlichen Hause besuchte Windt eine Privatanstalt und die Militärschule in Wiesbaden. Im Anschluss trat er am 2. Juni 1862 in das 2. Infanterie-Regiment der Nassauischen Armee ein und avancierte bis Ende Februar 1863 zum Unterleutnant. In dieser Stellung nahm er 1866 während des Krieges gegen Preußen an den Gefechten bei Tauberbischoffsheim und Gerchsheim teil.
Nach dem verlorenen Krieg und der Annexion des Herzogtums Naussau trat Windt am 24. Oktober 1866 mit seinem Patent als Sekondeleutnant in den Verband der Preußischen Armee und wurde beim 3. Magdeburgischen Infanterie-Regiment Nr. 66 angestellt. Mit diesem Regiment nahm er 1870/71 im Krieg gegen Frankreich an den Kämpfen bei Beaumont, Pierrefitte und Épinay sowie der Belagerung von Paris teil. Während des Krieges Ende September 1870 zum Premierleutnant befördert, erhielt Windt für sein Wirken das Eiserne Kreuz II. Klasse.
Nach dem Friedensschluss war er zunächst von Anfang April bis Ende September 1872 als Hilfslehrer bei der Militär-Schießschule und ab Mai 1873 für ein Jahr als Erzieher zum Kadettenhaus in Potsdam kommandiert. Daran schloss sich Ende Oktober 1874 ein Kommando zur Dienstleistung als Assistent bei der Militär-Schießschule an. Hier war Windt ab dem 11. März 1875 als Direktionsassistent tätig und wurde Mitte Juni 1876 unter Belassung in diesem Kommando in das 1. Niederschlesische Infanterie-Regiment Nr. 46 versetzt. Er stieg am 17. Oktober 1876 zum überzähligen Hauptmann auf und trat mit der Ernennung zum Kompaniechef einen Monat später kurzzeitig in den Truppendienst zurück. Bereits am 1. Dezember 1876 wurde er seinem Regiment aggregiert und zur Dienstleistung als Direktionsmitglied bei der Militär-Schießschule kommandiert. Unter Stellung à la suite seines Regiments folgte am 29. April 1879 seine Ernennung zum Direktionsmitglied. Mit Wirkung zum 1. April 1881 wurde er am 22. März 1881 als Kompaniechef in das 8. Rheinische Infanterie-Regiment Nr. 70 versetzt. Windt rückte Ende März 1888 zum überzähligen Major auf und versah vom 22. Juni bis 29. Juli des Folgejahres Dienst als Bataillonskommandeur im Infanterie-Regiment „Graf Werder“ (4. Rheinisches) Nr. 30. Anschließend wurde er unter Stellung à la suite des Regiments zum Subdirektor der Gewehrfabrik Spandau ernannt.
Bereits ab dem 23. Dezember 1889 war Windt als Kommandeur des I. Bataillons im 4. Thüringischen Infanterie-Regiment Nr. 72 wieder im Truppendienst tätig. Am 8. Januar 1891 wurde er dem Regiment aggregiert und mit der Wahrnehmung der Geschäfte des 2. Inspizenten der Waffen bei den Truppen im Kriegsministerium beauftragt. Nachdem er am 29. März 1892 unter Stellung à la suite zum Inspizienten ernannt und Ende März des Folgejahres zum Oberstleutnant befördert worden war, wurde er am 2. Mai 1893 zugleich außerordentliches Mitglied der Gewehr-Prüfungskommission. Für zwei Monate war Windt zur Dienstleistung zum Infanterie-Regiment Nr. 136 kommandiert, bevor man ihn am 18. Oktober 1895 als etatmäßigen Stabsoffizier in dieses Regiment versetzte. Damit endete auch seine Tätigkeit bei der Gewehr-Prüfungskommission.
Unter vorläufiger Belassung in seiner Stellung wurde er am 18. April 1896 Oberst und am 20. Mai 1896 zum Kommandeur des in Metz stationierten 4. Magdeburgischen Infanterie-Regiments Nr. 67 ernannt. Er erhielt anlässlich des Ordensfestes im Januar 1899 den Kronen-Orden II. Klasse und avancierte schließlich am 15. Juni 1899 zum Generalmajor und Kommandeur der 74. Infanterie-Brigade in Stettin. In Genehmigung seines Abschiedgesuches wurde Windt am 18. August 1900 mit Pension zur Disposition gestellt und durch Wilhelm II. mit dem Roten Adlerorden II. Klasse mit Eichenlaub ausgezeichnet.

### Familie
Windt verheiratete sich am 10. Mai 1878 in Dresden mit Johanna Glöckner (1854–1918). Die Ehe blieb kinderlos.